# Manuel Aguilera Povedano
Manuel Aguilera Povedano (Palma, Islas Baleares, 14 de noviembre de 1978) es un periodista e historiador español.
Es licenciado en periodismo y doctor en historia por la Universidad CEU San Pablo de Madrid. Ha ejercido como periodista en la edición balear de El Mundo y ha publicado en diversas revistas de divulgación histórica (Aportes, La aventura de la Historia, Cuadernos de Historia Contemporánea e Hispania. Revista Española de Historia, entre otras).
Como historiador sus investigaciones se han centrado en la Historia contemporánea de España, especialmente en el periodo de la guerra civil española.
Actualmente es profesor titular de Periodismo en el Centro de Enseñanza Superior Alberta Giménez (CESAG) y es columnista del diario Última Hora.

## Obras

#### Libros
- Compañeros y camaradas. Las luchas entre antifascistas en la Guerra Civil Española. San Sebastián de los Reyes: Ed. Actas, 2012 ISBN 978-84-9739-124-5[2]
- Un periodista en el desembarco de Bayo. Gafim y la Guerra Civil en Mallorca. Palma: Lleonard Muntaner Edit., 2017 ISBN 978-84-16554-63-8[3][4]
- El oro de Mussolini. Madrid: Arzalia Edic., 2022 ISBN 978-84-19018-10-6[5][6]
- Un’occasione d’oro per Mussolini. Logisma, 2023 ISBN 978-88-94926-71-2[7]